# Kiko García
Francisco José García Armendaris, apodado Kiko García y nacido el 25 de junio de 1968, es un ciclista español que fue profesional desde 1992 hasta el año 1998. Toda su carrera la llevó a cabo dentro de las filas del conjunto ONCE.

## Palmarés
1989
- Clásica de Alcobendas

1992
- Clásica de Alcobendas

1993
- 1 etapa de la Vuelta a La Rioja